# Wiktor Bakajew
Wiktor Gieorgijewicz Bakajew (ros. Виктор Георгиевич Бакаев, ur. 21 listopada 1902 w Bieżycy w guberni orłowskiej, zm. 25 lipca 1987 w Moskwie) – radziecki polityk, minister floty morskiej ZSRR (1954-1970).
Od 1919 członek RKP(b), 1929 ukończył Moskiewski Instytut Inżynierów Transportu, później pracował w systemie Centralnego Zarządu Morskiego Ludowego Komisariatu Komunikacji Drogowej i Ludowego Komisariatu Transportu Wodnego ZSRR. 1943-1945 pełnomocnik Ludowego Komisariatu Obrony i Ludowego Komisariatu Floty Morskiej ZSRR do zabezpieczania ewakuacji sprzętu wojskowego i żywności z Murmańska, 1945-1953 zastępca i I zastępca ludowego komisarza/ministra floty morskiej ZSRR, 1953-1954 zastępca przewodniczącego Biura Transportu i Łączności przy Radzie Ministrów ZSRR. Od 28 sierpnia 1954 do 14 stycznia 1970 minister floty morskiej ZSRR, następnie na emeryturze. 1961-1971 zastępca członka KC KPZR. Deputowany do Rady Najwyższej ZSRR 6 i 7 kadencji. Odznaczony trzema Orderami Lenina. Pochowany na Cmentarzu Kuncewskim w Moskwie.